# Lưới địa kỹ thuật
Lưới địa kỹ thuật được sản xuất đầu tiên năm 1978 tại Anh, bởi công ty Netlon (và hiện giờ là tập đoàn Tensar International). Trải qua nhiều thập kỷ nghiên cứu phát triển, thí nghiệm và áp dụng tại hàng chục nghìn dự án trên khắp toàn cầu, Lưới địa kỹ thuật đang chứng tỏ được ưu điểm của mình về tính kinh tế, tiến độ cũng như thân thiện môi trường. Các giải pháp kết cấu (tường chắn có cốt, mái dốc có cốt, gia cố nền đất yếu, kết cấu mặt đường...) được xem xét như là một phương án thay thế tiên tiến cho các giải pháp truyền thống.

## Cấu tạo
Lưới địa kỹ thuật được làm bằng chất polypropylen (PP), polyester (PE) hay bọc bằng polyetylen-teretalat (PET) với phương pháp ép và dãn dọc. Vật liệu dùng làm lưới địa có sức chịu kéo đứt rất lớn 40.000 psi (so với sắt là 36.000 psi)
Lưới địa được chia thành 3 nhóm:
- Lưới một trục,
- Lưới hai trục,
- lưới ba trục,

Lưới một trục: có sức kéo theo hướng dọc máy, thường để gia cố mái dốc, tường chắn v.v.
Lưới hai trục: có sức kéo cả hai hướng, thường dùng để gia có nền đường, nền móng công trình v.v... Trái với vải, hướng ngang máy có sức chịu kéo lớn hơn dọc máy.

## Đặc điểm chính
Lưới địa kỹ thuật một trục được sản xuất từ polietilen có tỷ trọng cao, HDPE (high density polyethylen) còn lưới hai trục làm bằng polietilen hoặc polipropilen hoặc cả hai.
Các loại lưới địa kỹ thuật đều có những đặc điểm sau:
- Sức chịu kéo lớn không thua kém gì các thanh kim loại.
- Tính cài chặt với vật liệu chung quanh, tạo nên một lớp móng vững chắc, nhất là chống lại sự trượt của đất đắp dùng làm đê đập, tường chắn đất.
- Tính đa năng: hầu như thích hợp với mọi loại đất, đá.
- Giản dị: thi công dễ dàng, không cần máy móc, chỉ 2 người là có thể trải lưới.
- Lâu dài: ít bị hủy hoại bởi thời tiết, tia tử ngoại, bởi môi trường chung quanh như đất có axít, kiềm, và các chất độc hại khác.

## Ứng dụng
- Tường chắn trọng lực: Lưới được trải nằm ngang, liên kết với các tấm hoặc các khối ốp mặt ngoài nhằm chống lại các lực cắt của khối sụt trượt tiềm năng, và có thể xây các tường chắn cao tới 17 m với mái dốc đến 90 độ.
- Mái dốc: Lưới được trải thành từng lớp nằm ngang trong thân mái dốc để tăng khả năng ổn định, khống chế sụt trượt. Mặt ngoài của mái dốc có thể được neo bằng chính lưới địa kỹ thuật hoặc chắn bằng các bao tải đất hoặc thảm thực vật nhân tạo chống xói mòn bề mặt. Mái dốc xây dựng theo phương pháp này có thể đạt tới độ cao 50 m.
- Đường dẫn đầu cầu: Giống như tường chắn trọng lực, lưới được trải thành từng lớp ngang, neo giữa các tấm ốp mái ở hai mái đường dẫn đầu cầu, vừa tăng khả năng chịu tải đồng thời tiết kiệm không gian hai bên đường dẫn.
- Liên kết cọc: Sau khi đóng cọc móng, lưới được trải trên các cọc, tạo ra một giàn đỡ truyền tải trọng từ các công trình bên trên tới tất cả các cọc một cách hiệu quả, đồng thời giúp tiết kiệm được số lượng cọc sử dụng.
- Tạo lưới đỡ trên nền có nhiều hốc trống: Lưới được sử dụng phủ nền có nhiều hốc trống, phần nền đá vôi, phần nền có nhiều vật liệu khối lổn nhổn... hạn chế sụt lỗ rỗng, bảo vệ các lớp lót như màng chống thấm (ô chôn lấp rác, hồ chứa trên núi đá đồi, vùng mỏ, v.v.)
- Tăng ma sát trên mái dốc: Nhằm tăng ma sát của vật liệu đắp trên mái dốc có trải các lớp màng chống thấm trơn hoặc vật liệu địa kỹ thuật khác.